# Une soirée (nouvelle, 1887)
Pour l'autre nouvelle de Maupassant, voir Une soirée (nouvelle, 1883).
Une soirée est une nouvelle de Guy de Maupassant, parue en 1887.

## Historique
Une soirée est initialement publiée dans la revue dans  la revue Gil Blas du 29 mars 1887, puis dans le recueil Le Rosier de Mme Husson (1888).

## Résumé
Varajou, militaire au tempérament vigoureux, est en permission chez sa sœur, épouse bien-pensante d'un notable dans une petite ville de province. Cherchant à se distraire, et croyant entrer dans une maison où l'on trouve des « demoiselles » accueillantes, il pénètre par mégarde dans un salon de la bonne société.
Il traite fort gaillardement la maîtresse de maison et ses invitées, à leur grande indignation. Puis il tombe nez à nez avec son beau-frère, lui-même invité à cette soirée respectable ; le croyant en goguette, il le plaisante grossièrement à ce sujet. Il prend enfin conscience de sa désastreuse méprise, et doit affronter la colère outragée du beau-frère.